# 벨리즈의 국가

자유의 땅(영어: Land of the Free)은 벨리즈의 국가이다. 1981년 벨리즈의 국가로 제정되었다. Selwyn Walford Young이 작곡을, Samuel Alfred Haynes가 작사했다.

## 가사
O. Land of the Free by the Carib Sea,
Our manhood we pledge to thy liberty!
No tyrants here linger,
despots must flee This tranquil
haven of democracy The blood of our sires
which hallows the sod, Brought freedom from slavery oppression's rod,
By the might of truth and the grace of God,
No longer shall we be hewers of wood.
Arise! ye sons of the Baymen's clan,
Put on your armour, clear the land!
Drive back the tyrants,
let despots flee - Land of the Free
by the Carib Sea!
Nature has blessed thee with
wealth untold, O'er mountains
and valleys where prairies roll;
Our fathers, the Baymen, valiant
and bold Drove back the invader;
this heritage hold From proud Rio Hondo to
old Sarstoon, Through coral isle, over blue
lagoon; Keep watch with the angels, t
he stars and moon;
For freedom comes tomorrow's noon.

## 한국어 해석본
1절
오! 카리브 해의 자유의 땅이여
우리는 그대의 자유에 맹세하노니
어느 폭군도 고요한 민주주의의 땅에 남아서는 안된다
독재자를 타도해야 한다!
이 땅을 정화한 선조의 피로
노예제의 억압의 굴레로부터 자유를 쟁취했고
진실의 힘과 하느님의 은총으로
우리는 벌목 노예에서 해방되었다.
후렴
일어나라! 항만 어부의 아들들이여
갑옷을 두르고 이 땅을 개척하라
폭군을 쫓아내고 독재자를 타도하라!
카리브 해의 자유의 땅이여!
2절
대초원을 품은 산과 골짜기에서
자연은 그대에게 거대한 부로써 축복하였네.
우리 아버지와 항만 어부, 용맹한 자들이
대담히 침략자들을 타도하였다.
유산을 가진 자랑스러운 온도 강에서 오래된 사스툰까지
산호초 섬과 블루 라군을 통하여
내일 낮에 찾아올 자유을 위하여 천사들과 별들과 달이 지켜볼 것이다.